# Зелёная Роща (Чаусский район)
Зелёная Ро́ща (бел. Зялёная Рошча) — деревня в составе Войниловского сельсовета Чаусского района Могилёвской области Республики Беларусь.

## Население
- 2010 год — 12 человек